# Добравшце
Добравшце (словен. Dobravšce) — поселення в общині Гореня вас-Поляне, Горенський регіон, Словенія. Висота над рівнем моря: 463,5 м.